# رود اوسولکا
رود اوسولکا (انگلیسی: Usolka) یک رودخانه در سرزمین پرم کشور روسیه است.